# Olympische Sommerspiele 2000/Teilnehmer (Nauru)
| Gelbes Symbol für Goldmedaillen mit stilisierten Olympischen Ringen | Graues Symbol für Silbermedaillen mit stilisierten Olympischen Ringen | Braundes Symbol für Bronzemedaillen mit stilisierten Olympischen Ringen |
| ------------------------------------------------------------------- | --------------------------------------------------------------------- | ----------------------------------------------------------------------- |
| —                                                                   | —                                                                     | —                                                                       |

Nauru nahm bei den Olympischen Sommerspielen 2000 in der australischen Metropole Sydney mit drei gemeldeten Athleten, von denen aber nur zwei antraten, in zwei Sportarten teil.
Nach 1996 war es die zweite Teilnahme Naurus bei Olympischen Sommerspielen.

## Fackellauf
Der Gewichtheber und seit 2007 Staatspräsident von Nauru, Marcus Stephen, trug die olympische Fackel bei seinem Zwischenstopp in Nauru.

## Flaggenträger
Marcus Stephen trug auch die Flagge Naurus während der Eröffnungsfeier im Stadium Australia.

## Teilnehmer nach Sportart

### Leichtathletik
- Cherico Detenamo
Herren, 100 m, nicht angetreten

### Gewichtheben
- Sheeva Peo
Damen, Klasse über 75 kg, 10. Platz (220,0 kg)
- Marcus Stephen 
Herren, Klasse bis 62 kg, 11. Platz (285,0 kg)